# Tomești (Timiș)
Tomești is een gemeente in het Roemeense district Timiș en ligt in de regio Banaat in het westen van Roemenië. De gemeente telt 2296 inwoners (2005).

## Geografie
De oppervlakte van Tomești bedraagt 140,94 km², de bevolkingsdichtheid is 16 inwoners per km².
De gemeente bestaat uit de volgende dorpen: Baloșești, Colonia Fabricii, Luncanii de Jos, Luncanii de Sus, Românești, Tomești.

## Demografie
Van de 2250 inwoners in 2002 zijn 2190 Roemenen, 35 Hongaren, 20 Duitsers, 0 Roma's en 5 van andere etnische groepen.
Onderstaande figuur toont het verloop van het inwoneraantal vanaf 1880.

## Politiek
De burgemeester van Tomești is Eugen Miron Cernescu (PSD).

## Geschiedenis
In 1597 werd Tomești officieel erkend.
De historische Hongaarse en Duitse namen zijn respectievelijk Tamásd en Tomescht.
Balinț · Banloc · Bara · Bârna · Beba Veche · Becicherecu Mic · Belinț · Bethausen · Biled · Birda · Bogda · Boldur · Brestovăț · Cărpiniș · Cenad · Cenei · Checea · Chevereșu Mare · Comloșu Mare · Coșteiu · Criciova · Curtea · Darova · Denta · Dudeștii Noi · Dudeștii Vechi · Dumbrava · Dumbrăvița · Fibiș · Fârdea · Foeni · Gavojdia · Ghilad · Ghiroda · Ghizela · Giarmata · Giera · Giroc · Giulvăz · Gottlob · Iecea Mare · Jamu Mare · Jebel · Lenauheim · Liebling · Lovrin · Margina · Mașloc · Mănăștiur · Moravița · Moșnița Nouă · Nădrag · Nițchidorf · Ohaba Lungă · Orțișoara · Parța · Pădureni · Peciu Nou · Periam · Pietroasa · Pișchia · Racovița · Remetea Mare · Sacoșu Turcesc · Saravale · Satchinez · Săcălaz · Secaș · Sânandrei · Sânmihaiu Român · Sânpetru Mare · Șag · Şandra · Știuca · Teremia Mare · Tomești · Tomnatic · Topolovățu Mare · Tormac · Traian Vuia · Uivar · Valcani · Variaș · Victor Vlad Delamarina · Voiteg